# Viella (Gers)
Viella es una población de Francia, en la región de Mediodía-Pirineos, departamento de Gers, distrito de Mirande, cantón de Riscle.
Pertenece a la Communauté de communes Monts et Vallées de l'Adour.

## Demografía
| 705 | 674 | 595 | 626 | 580 | 560 |
| Para los censos de 1962 a 1999 la población legal corresponde a la población sin duplicidades (Fuente: INSEE [Consultar]) |     |     |     |     |     |